# Борчский сельсовет
Борчский сельсовет — административно-территориальная единица и муниципальное образование со статусом сельского поселения в Рутульском районе Дагестана Российской Федерации.
Административный центр — село Борч.

## Население
| 2002  | 2010  | 2012  | 2013  | 2014  | 2015  | 2016  |
| ----- | ----- | ----- | ----- | ----- | ----- | ----- |
| 1395  | ↗1622 | ↘1591 | ↘1579 | ↘1535 | ↘1519 | ↘1508 |
| 2017  | 2018  | 2019  | 2020  | 2021  | 2023  | 2024  |
| ↘1478 | ↗1480 | ↘1462 | ↗1469 | ↘1452 | ↘1442 | ↘1441 |
| 2025  |       |       |       |       |       |       |
| ↘1431 |       |       |       |       |       |       |

## Состав
| № | Населённый пункт | Тип населённого пункта       | Население |
| - | ---------------- | ---------------------------- | --------- |
| 1 | Борч             | село, административный центр | ↘14       |
| 2 | Новый Борч       | село                         | ↘1438     |